# يواخيم شترايش
يواخيم شترايش (بالألمانية: Joachim Streich) (مواليد 13 أبريل 1951 في ويسمار) هو لاعب كرة قدم ألماني سابق، لعب مع منتخب ألمانيا الشرقية من 1969 حتى 1984 ويعتبر الهداف التاريخي للمنتخب برصيد 55 هدفاً وأيضاً أكثر اللاعبين مشاركة برصيد 102 مباراة.
فاز شترايش مع المنتخب بالميدالية البرونزية في دورة الألعاب الأولمبية الصيفية 1972 في ميونخ، كما شارك في نهائيات كأس العالم لكرة القدم 1974 التي أقيمت في ألمانيا الغربية.

## الإنجازات

### النادي
هانزا روستوك
- كأس ألمانيا الشرقية

البطل أعوام 1978، 1979، 1983

### المنتخب
ألمانيا الشرقية
- الألعاب الأولمبية الصيفية - كرة القدم

الميدالية البرونزية عام 1972

### الإنجازات الفردية
- جائزة أفضل لاعب في ألمانيا الشرقية

الفائز عام 1979، 1983

## روابط خارجية
- يواخيم شترايش على موقع الاتحاد الدولي (مؤرشف)  (الإنجليزية)
- يواخيم شترايش على موقع الاتحاد الأوربي (الإنجليزية)
- يواخيم شترايش على موقع قاعدة بيانات كرة القدم.إي يو (الإنجليزية)
- يواخيم شترايش على موقع ناشيونال فوتبول تيمز (الإنجليزية)
- يواخيم شترايش على موقع عالم كرة القدم.نت (الإنجليزية)
- يواخيم شترايش على موقع أوليمبيديا (الإنجليزية)